# Madranges
 Madranges  (en occitano Madranjas) es una comuna   y población de Francia, en la región de Lemosín, departamento de Corrèze, en el distrito de Tulle y cantón de Treignac. 
Ocupa una superficie de 1.288 hectáreas.
Su población en el censo de 2008 era de 187 habitantes.
Está integrada en la Communauté de communes de Vézère Monédières .

## Demografía
| 193 | 225 | 159 | 172 | 174 | 178 | 187 |
| Para los censos de 1962 a 1999 la población legal corresponde a la población sin duplicidades (Fuente: INSEE [Consultar]) |     |     |     |     |     |     |